# Friedhelm Wentzke
Friedhelm Wentzke (Castrop-Rauxel, 13 de septiembre de 1935) es un deportista alemán que compitió para la RFA en piragüismo en la modalidad de aguas tranquilas.
Participó en dos Juegos Olímpicos de Verano, obteniendo en total dos medallas, oro en Roma 1960 y plata en Tokio 1964. Ganó dos medallas en el Campeonato Europeo de Piragüismo, oro en 1961 y plata en 1965.

## Palmarés internacional
| Representando al Equipo Alemán Unificado |                  |                  |              |
| Juegos Olímpicos                         |                  |                  |              |
| Año                                      | Lugar            | Medalla          | Competición  |
| 1960                                     | Roma (Italia)    | Medalla de oro   | K1 4 × 500 m |
| 1964                                     | Tokio (Japón)    | Medalla de plata | K4 1000 m    |
| Representando a la RFA                   |                  |                  |              |
| Campeonato Europeo                       |                  |                  |              |
| Año                                      | Lugar            | Medalla          | Competición  |
| 1961                                     | Poznań (Polonia) | Medalla de oro   | K1 4 × 500 m |
| 1965                                     | Snagov (Rumania) | Medalla de plata | K1 4 × 500 m |